# Robert Orville Anderson

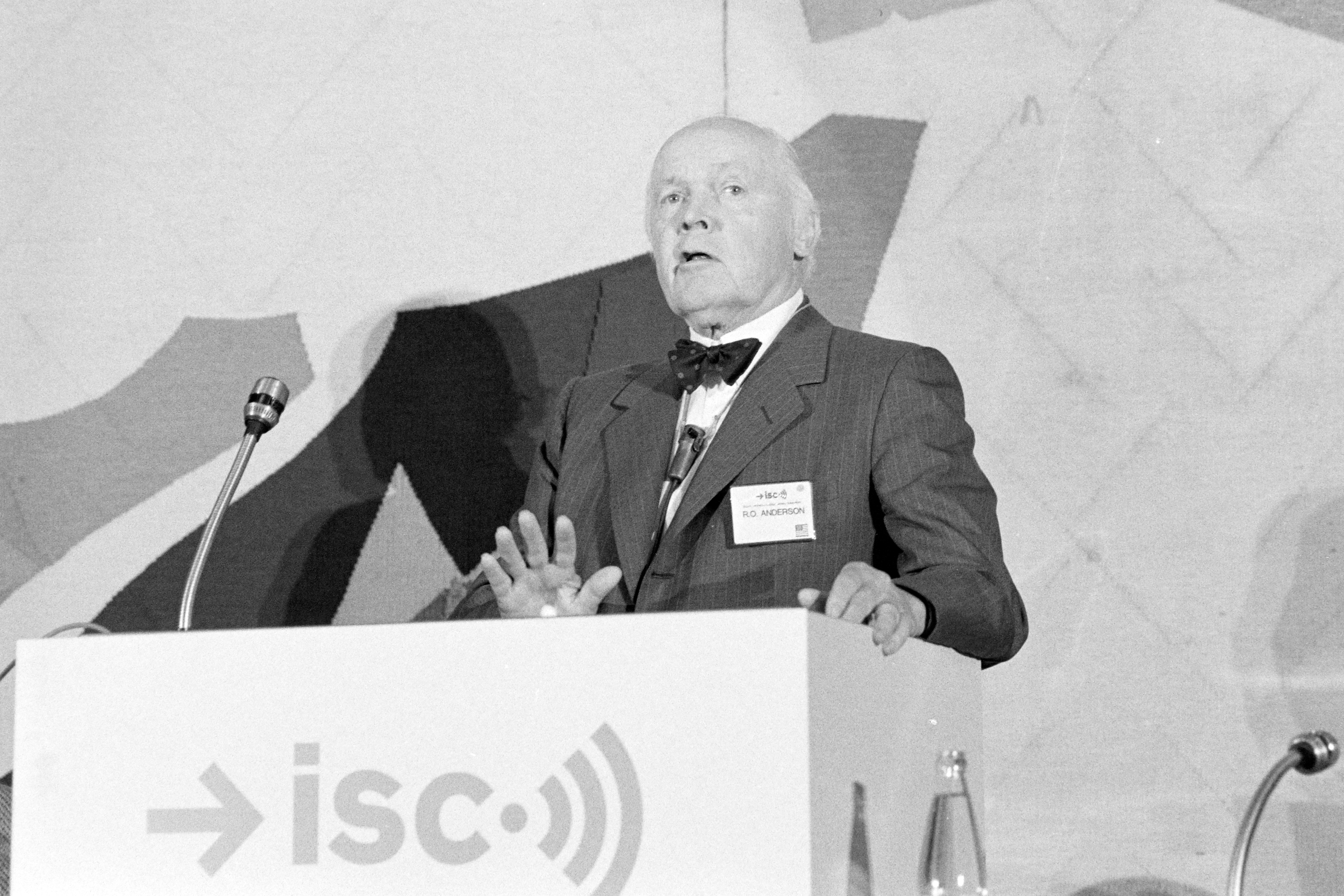
13. Internationales Management-Gespräch

Robert Orville Anderson (* 13. April 1917 in Chicago, Illinois; † 2. Dezember 2007 in Roswell, New Mexico) war ein US-amerikanischer Unternehmer und Wirtschaftsmanger, der unter anderem zwischen 1966 und 1986 Vorstandsvorsitzender und Chief Executive Officer (CEO) des Erdölkonzerns Atlantic Richfield Company (ARCO) sowie größter US-amerikanischer Landbesitzer in den 1980er Jahren mit einem Besitz von etwa 2000 Quadratmeilen war.

## Leben
Robert Orville Anderson stammte aus einer schwedischen Einwandererfamilie und war ein Sohn des Bankers Hugo August Anderson (1887–1983) und Hilda N. Nelson Anderson (1890–1974). Er absolvierte nach dem Schulbesuch ein Studium der Wirtschaftswissenschaften an der University of Chicago, welches er 1939 mit einem Bachelor of Arts (BA Ecomics) beendete. 1939 begann er seine berufliche Laufbahn beim Erdölunternehmen Pure Oil American Mineral Spirits Company und wurde neben anderen Berufstätigkeiten 1951 Vorstandsmitglied des Nationalen Erdölrates (National Petroleum Council). Nachdem er als Nachfolger von Walter Paepcke von 1957 bis zu seiner Ablösung durch Alvin C. Eurich 1963 Präsident des Aspen Institute war, fungierte er als Nachfolger von Walter Paepcke zwischen 1963 und seiner Ablösung durch David T. McLaughlin 1987 als Vorstandsvorsitzender dieser Denkfabrik mit Sitz in Washington, D.C.
Des Weiteren fungierte er von 1961 bis 1964 als Aufsichtsratsvorsitzender der Federal Reserve Bank of Dallas und zwischen 1966 und seiner Ablösung durch Lodwrick Cook 1986 als Vorstandsvorsitzender und Chief Executive Officer (CEO) des Erdölkonzerns Atlantic Richfield Company (ARCO). Daneben war er von 1963 bis 1966 Vorstandsmitglied sowie zwischen 1965 und 1966 CEO der Atlantic Refining Company und gehörte darüber hinaus zeitweilig den Vorständen des Medien- und Unterhaltungskonzerns Columbia Broadcasting System (CBS), des Warenhausunternehmens Carter Hawley Hale, der Chase Manhattan Bank, der First National Bank of Chicago und des Forstwirtschaftskonzerns Weyerhaeuser.
Darüber hinaus engagierte sich Anderson, der mit der Dwight D. Eisenhower Medal ausgezeichnet wurde, für den Club of Rome, den Council on Foreign Relations (CFR), das Republican National Committee (RNC) und das Worldwatch Institute. Ferner war er Mitgründer des International Institute for Environment and Development (IIED) und des John Muir Institute sowie Trustee des California Institute of Technology (CalTech) und der University of Chicago. Er war auch ein bekannter Philanthrop, der unter anderem dem Los Angeles County Museum of Art (LACMA) drei Millionen US-Dollar gestiftet hat. Darüber hinaus war er von 1986 bis 1994 Vorstandsvorsitzender und CEO der Hondo Oil & Gas Company sowie zwischen 1987 und 1992 als Regent Mitglied des Verwaltungsrates des New Mexico Institute of Mining and Technology.
Aus seiner 1939 geschlossenen Ehe mit Barbara Herrick Phelps Anderson (1919–2012) gingen fünf Töchter und zwei Söhne hervor, darunter Julia „Julie“ Anderson Smith (1942–2016), die unter anderem von 1978 bis 1988 Mitglied der Colorado Racing Commission sowie zwischen 1982 und 1988 Trustee des Denver Art Museum war, sowie der Sohn Phelps Anderson, ein Unternehmer, der von 1977 bis 1980 und erneut zwischen 2019 und 2022 Mitglied des Repräsentantenhauses von New Mexico war. Nach seinem Tode wurde er auf dem Saint Andrews Columbarium in Roswell beigesetzt.

## Veröffentlichungen
- The State of the arts and corporate support, P. S. Eriksson, New York City 1971, ISBN 0839-7-1226-X
- The economic crisis in our global community, Center for the Study of Democratic Institutions, Santa Barbara 1976
- US Arctic oil & gas, NPC, Washington, D.C., 1981
- Fundamentals of the petroleum industry, University of Oklahoma Press, Norman 1984, ISBN 0806-1-1909-8